# Rudolf Heiler

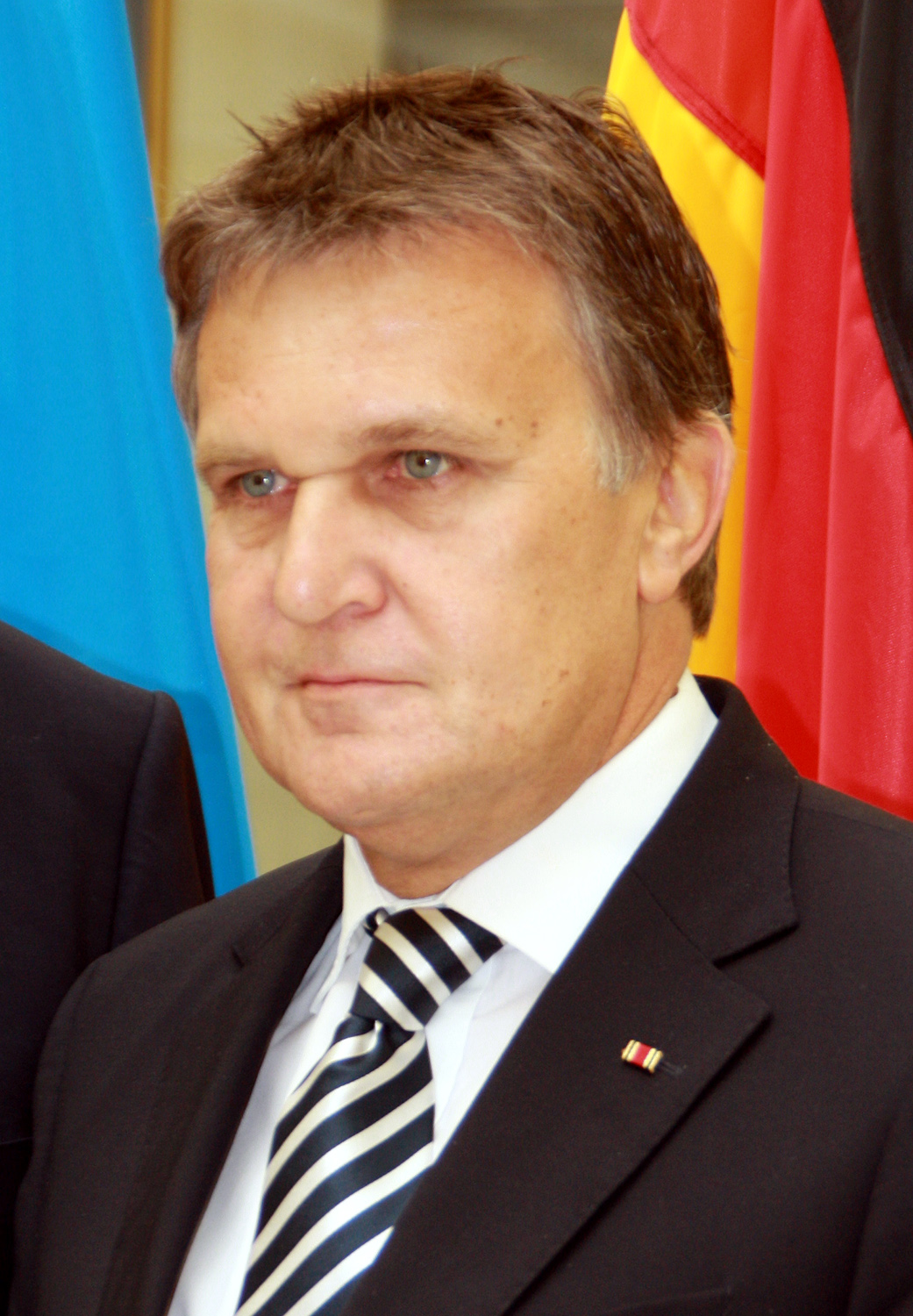
Rudolf Heiler (2011)

Rudolf Heiler (* 9. April 1955 in München) ist ein bayerischer Kommunalpolitiker. Er war von 1973 bis 2008 Mitglied der CSU. Dann wechselte er zu den Freien Wählern. Von 1996 bis 2014 war er Erster Bürgermeister der oberbayerischen Stadt Grafing bei München und seit 2002 Vorsitzender des oberbayerischen Gemeindetags. Heiler gehört als Vertreter des Bayerischen Gemeindetags seit 2005 dem Rundfunkrat des Bayerischen Rundfunks an. Rudolf Heiler ist seit 1984 verheiratet und hat zwei Söhne.

## Leben
Nach der Schulausbildung in Egmating und München und nach einem anschließenden Volontariat im Finanzamt Ebersberg begann Rudolf Heiler seine berufliche Laufbahn im Bayerischen Bauernverband, wo er zunächst als Verwaltungsangestellter im Personal- und Direktionsbereich, später als Geschäftsführer fungierte.
Im Jahr 1980 wurde Rudolf Heiler als ehrenamtlicher Bürgermeister der Gemeinde Egmating gewählt. Zu diesem Zeitpunkt war er der jüngste Bürgermeister der Bundesrepublik Deutschland. Nach 16-jähriger ehrenamtlicher Tätigkeit in Egmating wurde Heiler 1996 hauptamtlich zum Ersten Bürgermeister der Stadt Grafing gewählt. Von 1981 bis 2014 war Rudolf Heiler zudem Mitglied im Kreistag Ebersberg.
Seit 1990 bekleidet Heiler zudem das Amt des Kreisvorsitzenden des Gemeindetags Ebersberg. Seit 2002 ist Heiler Vorsitzender des oberbayerischen Gemeindetags, einem kommunalen Spitzenverband und in dieser Funktion Mitglied des Präsidiums und Landesausschusses des Gemeindetags. Den Bayerischen Gemeindetag vertritt Rudolf Heiler unter anderem im Rundfunkrat des Bayerischen Rundfunks.
Ab 1983 war Heiler Mitglied des Kreisvorstandes der CSU Ebersberg. Er war von 1993 bis 1999 Kreisvorsitzender der Kommunalpolitischen Vereinigung (KPV) Ebersberg. Weiterhin ist er seit 2001 Stellvertretender Vorsitzender des Caritaszentrums Ebersberg und seit 2005 Stiftungsratsvorsitzender des Seniorenhauses Grafing. Im Dezember 2008 trat er aus der Partei aus.
2012 wurden Vorwürfe gegen Heiler laut, er habe zehn Jahre lang seinen Dienstwagen nicht korrekt versteuert. Die Steuerschuld wurde zunächst 2008 von der Stadt Grafing gezahlt und erst nach Bekanntwerden der Vorkommnisse von Heiler beglichen. Das Landratsamt Ebersberg stellte schließlich fest, dass Heiler sich falsch verhalten habe, aber weder grob fahrlässig noch vorsätzlich. Er sei einem „Verbotsirrtum unterlegen“.
Bei den Kommunalwahlen in Bayern 2014 trat Heiler weder als Bürgermeisterkandidat, noch für den Kreistag wieder an.

## Auszeichnungen
- 1997: Kommunale Verdienstmedaille in Bronze des Bayerischen Staatsministeriums des Innern
- 2007: Bundesverdienstkreuz am Bande der Bundesrepublik Deutschland
- 2011: Kommunale Verdienstmedaille in Silber des Bayerischen Staatsministeriums des Innern